# 喻培伦
喻培倫（1887年—1911年），字雲紀，四川省内江縣人，黄花岗七十二烈士之一。

## 生平
明代時其先祖從江西到四川任官落籍，父親喻學菴，母親姓邱，弟弟喻培棣。六歲就學，先後從張敏聞、徐星北、祝明欽、魏楚珊課讀，對國家興亡、民族盛衰史事有興趣，少年時喜歡研究鐘錶機械。
1905年，與其弟同赴日本，於1908年一同入同盟會，先後入警監學校、經緯學校以及大阪高等工業預備學校學習。然因家計窘迫，遂「責其弟歸佐家庭」。後因認為炸彈乃實用利器，遂棄所學入私塾研究化學，後轉至千葉專門醫校藥學科研製炸藥，並一度因鍊銀藥炸彈而炸傷手及眼，促使其窮究各國炸彈製法，著《安全炸彈製造法》一書，傳之於革命黨人。
1909年，歸國後與汪精衛立約，以暗殺為個人動作，較易成功。本欲行刺清朝大臣端方，然因其被調往直隸而未果。1910年，擬同黃復生、汪精衛等人在北京密謀刺殺攝政王載灃，於深夜持二十九磅炸彈藏匿於載灃將經過之橋下，然因橋邊犬隻吼叫而被人察覺，最終失敗，黃復生與汪精衛被執，喻培倫流亡東京，以製造洋燭、牙粉等工藝品以自存，並使用電療法給人治病。
1911年1月，黃興函約全國革命黨人起義於廣州，喻培倫先赴南洋籌得經費數十萬，購得子彈無數，其弟亦前往廣州赴轉運之任。然因革命黨人溫生才狙擊廣州將軍孚琦，省會戒嚴，廣東省政府急調防軍數十營入城衛戍，革命黨遂有人提議中止計畫。喻培倫慷慨陳詞道：「黨人興師者屢，迄無所驗，今以數月之力，招集全國黨人，耗材數十萬，不決一死命，遽然中止，海外出貲者或疑黨人為詐財，其將何辭以自解！且義舉誠知必死，然死國義也，吾人不肯死，誰肯死者？國事將不可挽矣！」語調悲憤，眾人為之動容，領袖黃興亦決定，於陰曆三月二十九日進攻督署。
起義發難當日，喻培倫直奔督署之後牆，將其炸裂後攻入督署內，守署之官兵已被擊敗，唯黃興不知轉戰何處，現場僅餘下同志十餘人。後喻培倫率同志奔赴觀音山之敵營，以牽制其行動，使黃興能不受干擾的繼續其計畫。後敵兵數營包圍喻培倫之人馬，喻培倫率部與之激戰至半夜，最終因受傷及體力不支而被擒。最終，喻培倫從容就義，臨刑前恐連累家人，偽稱自己名為王光明，並高呼：「黨人可殺，學理不可滅！」遇害後，與其餘七十一名烈士合葬於廣州城東之黃花崗，是為「黃花崗七十二烈士」之一。民國成立後論其功績，追贈為大將軍。

### 年表
- 1887年，出生於四川內江。
- 1905年10月，偕弟培棣赴日留学，先后入警监学校，经纬学校，大阪高等工业预备学校学习。
- 1908年，加入中国同盟会，7月，入千葉醫學專門學校藥學科研制炸药，著有《安全炸弹制造法》。
- 1909年，归国，同黄复生、但懋辛等在汉口刺杀清朝大臣端方，未果。
- 1910年，拟同黄复生、汪精卫等人在北京密謀炸摄政王载沣，事败；返日，造手掷炸弹成功，革命党人尊为「炸弹大王」。
- 1911年1月，黄兴函约培伦起义于广州。培伦经月余制成半磅、一磅、二磅炸弹300余枚。
- 1911年4月27日广州起义，傍晚五时，培伦胸前挂一大筐炸弹，率众直奔总督衙门，炸裂后墙，将其攻占。后起义失败，培伦受伤被俘，临刑前高呼：“学术是杀不了的，革命党人尤其是杀不了！”；“党人可杀，学理不可灭！头可断，学说不可绝！”英勇就义，年仅24岁，与七十二烈士同葬于广州黄花岗。
- 1912年，临时大总统孙中山追封喻培伦为大将军，章太炎为之立传。
- 1930年，于内江县城南街建喻大将军祠。